# Strandvliet

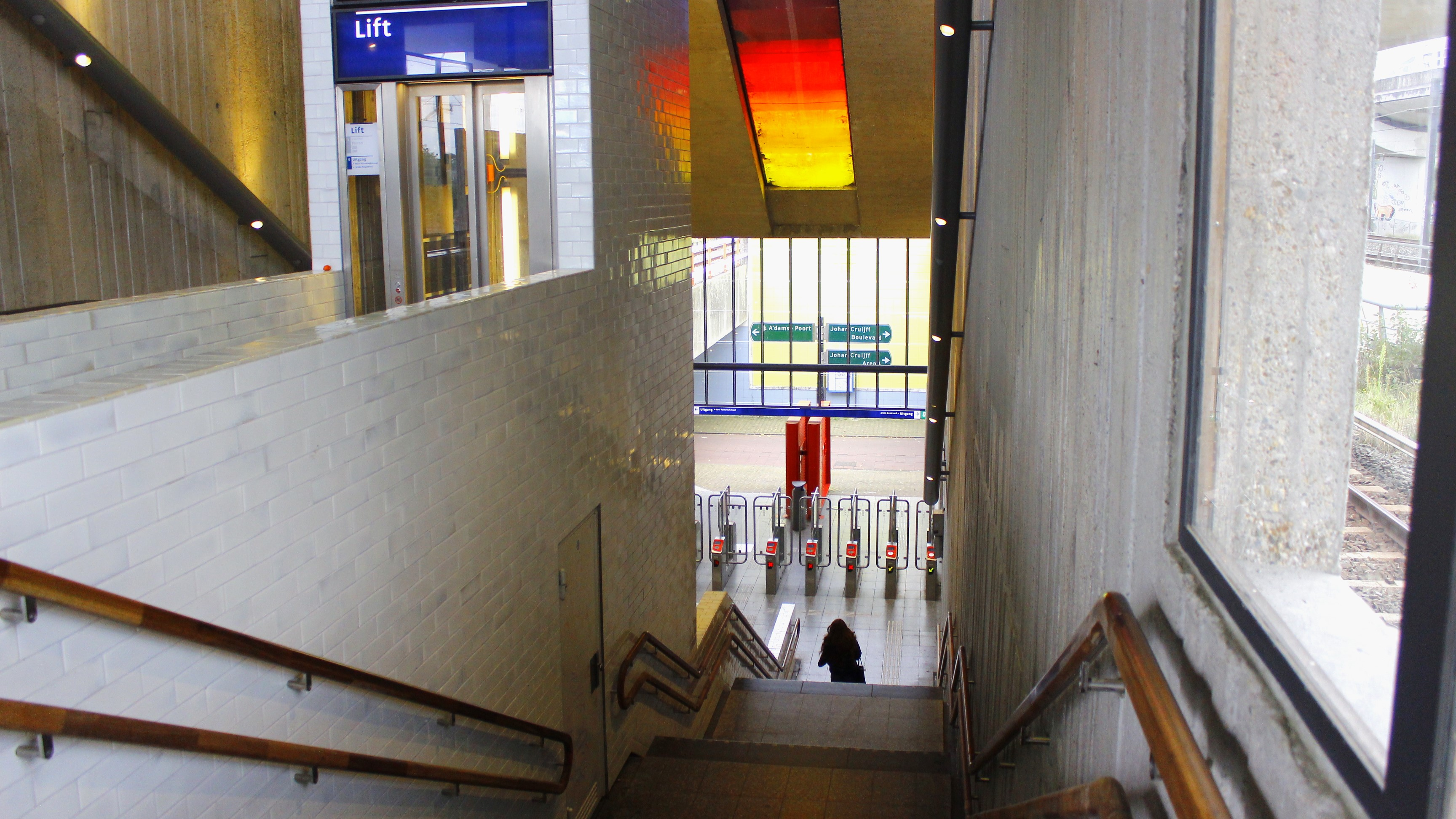

Strandvliet – stacja metra w Amsterdamie, położona na linii 50 (zielonej) i 54 (żółtej). Została otwarta 16 października 1977.